# Mogens Brandt
Mogens Brandt (født 1. marts 1909 i København, død 21. januar 1970 i København) var en dansk skuespiller og forfatter.
Elev ved Comediehuset og Dagmarteatret 1929-1931.
Herefter skuespiller og sceneinstruktør ved flere forskellige teatre i København og provinsen.
Han var redaktør af bladet Film i 1940 og af Biograf-Bladet 1947-1963.
Mogens Brandt var madskribent på dagbladet Politiken fra 1961 og medstifter af Det Danske Gastronomiske Akademi i 1964.
Foruden forskellige biografiske bøger udgav han en række bøger om gastronomi. Bl.a. den meget populære "Spis med mig i Paris" og de mere fyldige "Det gode bord", Køkkenglæder" og "Man tager et sølvfad".

## Filmografi i udvalg
- Mordets melodi – 1944
- De tre skolekammerater – 1944
- De røde enge – 1945
- I går og i morgen – 1945
- Far betaler – 1946
- Familien Swedenhielm – 1947
- Kristinus Bergman – 1948
- Tre år efter – 1948
- Det var på Rundetårn – 1955
- Den store gavtyv – 1956
- Skarpe skud i Nyhavn – 1957
- Seksdagesløbet – 1958
- Krudt og klunker – 1958
- Vi er allesammen tossede – 1959
- Skibet er ladet med – 1960
- Soldaterkammerater på vagt – 1960
- Panik i paradis – 1960
- Peters baby – 1961
- Reptilicus – 1961
- Soldaterkammerater på efterårsmanøvre – 1961
- Cirkus Buster – 1961
- Prinsesse for en dag – 1962
- Ih, du forbarmende – 1964
- Mord for åbent tæppe – 1964
- Når enden er go' – 1964
- Pigen og millionæren – 1965
- Mor bag rattet – 1965
- Det er ikke appelsiner - det er heste – 1967
- Elsk din næste – 1967
- Nyhavns glade gutter – 1967
- Fup eller fakta – 1967
- Dyrlægens plejebørn – 1968
- Mig og min lillebror og storsmuglerne – 1968
- Sonja - 16 år – 1969